# Kiskunhalas (distrikt)
Kiskunhalas är ett distrikt i Ungern. Det ligger i provinsen Bács-Kiskun, i den centrala delen av landet, 130 km söder om huvudstaden Budapest.